# H. Beam Piper

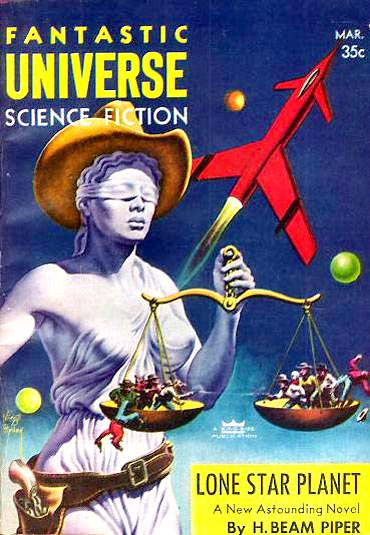
Lone Star Planet című munkája a Fantastic Universe című magazin 1957. márciusi száma címlapján

Henry Beam Piper (Altoona, Pennsylvania, 1904. március 23. – Williamsport, Pennsylvania, 1964. november 6.) amerikai tudományos-fantasztikus író.

## Pályafutása
Műveltségét autodidakta módon szerezte. 18 éves korában szülővárosában kezdett dolgozni, Pennsylvania Railroad nevű vasúttársaságnál, többek közt éjjeliőr is volt.
Első fantasztikus novelláját, a Time and Time Again-t 1947-ben jelentette meg az Astounding című magazinban. E munkáját később a Dimension X című rádiós sorozat is feldolgozta, először 1951-ben sugározták. Ugyanez a munkája 1956-ban az X Minus One című rádiós sorozatban is feldolgozásra került. Elsősorban rövid történeteket, novellákat alkotott, 1961-től kezdett regényeket is írni. Hobbija a fegyverek gyűjtése volt, egy bűnügyi regényt is írt Murder in the Gunroom címmel.
1964-től karrierje leáldozóban volt, pénzügyi nehézségekkel küzdött, s emiatt öngyilkosságot követett el. Halála pontos dátuma nem ismert, naplója utolsó bejegyzése november 5. kelt (Rain 0930), holtteste megtalálásának dátuma a különböző források szerint november 9. vagy november 11. Jerry Pournelle Little Fuzzy című munkája előszavában leírja, hogy Piper elzárta a lakásban a közműveket, a falakat és a padlót festéskor használt védőpapírral burkolta be, majd egy, a gyűjteményéből származó pisztollyal öngyilkos lett. Utolsó levelében Piper ezt írta: "ha elmegyek, nem szeretek magam után rendetlenséget hagyni, de ha ezt a rendetlenséget felszámolhattam volna, nem mennék el". Egyes életrajzírói tettét pénzügyi nehézségeinek, mások családi problémáinak tulajdonítják. Pournelle szerint Piper a válása miatt pénzügyi nehézségekbe került, s tévesen hitte, hogy karrierje leszállóágba került (Piper ügynöke meghalt, anélkül, hogy értesítette volna az írót arról, hogy több munkáját is sikerült eladnia). George H. Scithers szerkesztő, aki ismerte Pipert úgy vélte, hogy az író megvetett ex-feleségét akarta rosszabb helyzetbe hozni, öngyilkosságával ugyanis érvénytelenítette életbiztosítási kötvényét, s megakadályozta felesége számára a biztosítási összeg felvételét.
Only the Arquebus című, publikálatlan története elveszett az öngyilkosság után, feltehetőleg megsemmisült Piper több más személyes iratával együtt. Életművét végül az Ace Science Fiction vásárolta meg, s az 1980-as évek elején sorozatformában megjelentette. Ezek közül több művet is utánközöltek 1998-ban és 2001-ben. Pályafutása végén Piper maga is kapcsolatba lépett Pournelle-vel, aki az Ace szerkesztője volt, s segített néhány regénye utánközlésében.

## Munkássága
Piper tudományos-fantasztikus története két nagy csoportra oszthatóak: egyik a klasszikus űropera (például a Space Viking), a másik az egymástól eltérő kultúrák kapcsolatával, konfliktusaival foglalkozik, például a Little Fuzzy vagy a Paratime történetek. Munkái visszatérő eleme, hogy a történelem ismétli önmagát: a múlt eseményeinek hasonlóan megismétlődnek a jövőben is. Egyik legszebb példa erre Uller Uprising című regénye, amely a szipojlázadás eseményein alapul. Ugyanez figyelhető meg Space Viking című alkotásában is, ugyan a regény nem egy konkrét történelmi példa átértelmezése, a kötet azonban egy bolygó feletti hatalom megszerzéséről szól, s emlékeztet Adolf Hitler felbukkanására. Piper főhősei önbizalommal teltek, képesek vigyázni magukra s kezelni a felmerülő nehézségeket. Történetek a hősi fantasztikum irányába mutatnak, a munkáiban vázolt konfliktusok külső eredetűek.

## Magyarul megjelent művei
- Bundás népség (regény); ford. Szummer Csaba; Móra, Budapest, 1993 (Galaktika fantasztikus könyvek)
- Az univerzális nyelv (novella, Galaktika 18., 1976)
- Bomlasztási Minisztérium (novella, Galaktika 134., 1991)
- Skizofrén történelem (novella, Metagalaktika 9., 1986)

## Külső hivatkozások
- Munkái a gutenberg.org-on
- Piper által, illetve róla írott munkák az archive.org-on

## Fordítás
- Ez a szócikk részben vagy egészben  a   H. Beam Piper című angol Wikipédia-szócikk ezen változatának fordításán alapul.  Az eredeti cikk szerkesztőit annak laptörténete sorolja fel. Ez a jelzés csupán a megfogalmazás eredetét és a szerzői jogokat jelzi, nem szolgál a cikkben szereplő információk forrásmegjelöléseként.